# Roland (Film)
Roland (französisch: La Chanson de Roland, deutscher Untertitel: Die Horden des eisernen Ritters) ist ein französischer Historienfilm, der die Inhalte des zur Zeit Karls des Großen angesiedelten Rolandsliedes mit einer Handlung aus dem späteren Mittelalter verbindet. In Deutschland kam der Film erst 1982 als Video auf den Markt und findet vor allem durch seinen Hauptdarsteller Klaus Kinski etwas Beachtung.

## Handlung
Im 13. Jahrhundert reist eine bunt zusammengewürfelte Pilgergruppe auf dem Weg nach Santiago de Compostela unter großen Mühen durch das ländliche Frankreich. Ihren Lebensunterhalt bestreiten die Pilger dadurch, dass sie an verschiedenen Orten auf ihrem Weg die Legende des Rolandslieds zur Aufführung bringen. Im Film wird anstelle der Aufführungen oft ansatzlos in eine Parallelgeschichte mit denselben Schauspielern übergeblendet (und wieder zurückgeblendet), in der der Inhalt des Rolandslieds direkt dargestellt wird: Karl der Große ist auf Eroberungszug in Nordspanien und erhält nach langem Kampf ein Friedensangebot des muslimischen Herrschers von Saragossa, Marsile. Dieser bietet es jedoch nur zum Schein an, um sich eine Atempause zu verschaffen. Nachdem Karl gegen den Rat seines kriegslüsternen Ritters Roland darauf eingeht, zieht er nordwärts ab, wobei Roland mit ein paar Rittern die Nachhut bildet. Marsile, der Roland hasst, überfällt die Nachhut mit einem überlegenen Heer und Roland fällt nach heldenhaftem Kampf. 

Parallel dazu zieht die Pilgergruppe weiter durchs Land und wird Zeuge von Massakern, die der Landadel unter aufständischen Bauern anrichtet. Die Gruppe nimmt einige überlebende Bauern ein Stück weit mit, dann werden zunächst die Bauern, dann auch die Pilgergruppe selber von den Häschern des Adels überfallen und dezimiert. 

Der Film erzählt vom Elend des einfachen Volkes im Mittelalter und davon, dass der erfolglose Widerstand gegen eine feindliche Übermacht dennoch nicht vergeblich ist.

## Kritiken
In diesem „Französisches Mittelalterdrama, in dem Regisseur Frank Cassenti […] eine Geschichte von Heldentum, Glauben und Leiden erzählt, […] steht der großartig aufspielende Klaus Kinski [im Mittelpunkt], in dessen Figur sich Fiktion und Wirklichkeit vermischen. Der Film wurde in Deutschland zunächst unter dem reißerischen Titel ‚Roland – Die Horden des eisernen Ritters‘ vermarktet.“